# Massaproductie

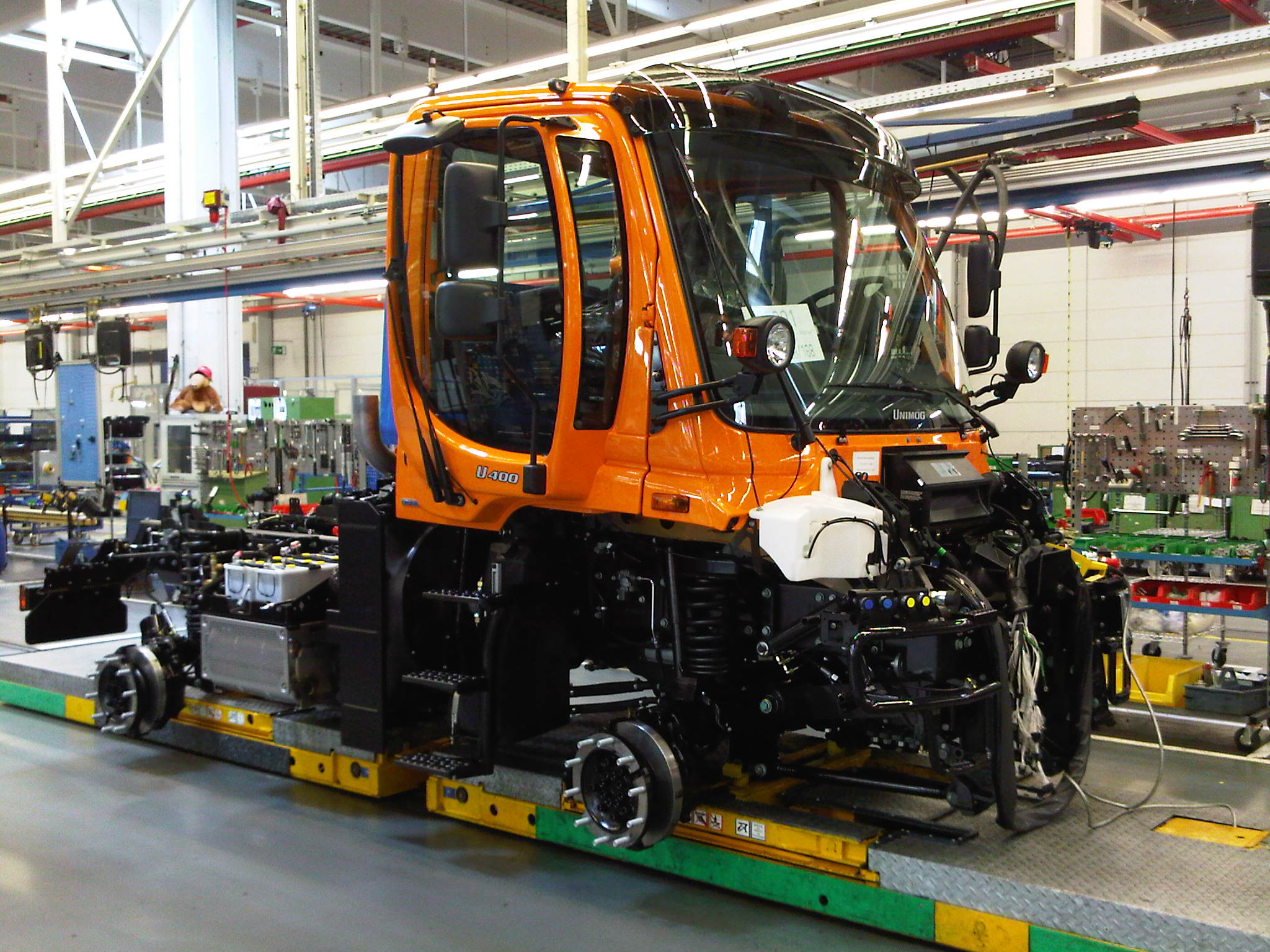
Assemblagelijn van Mercedes-Benz Unimog

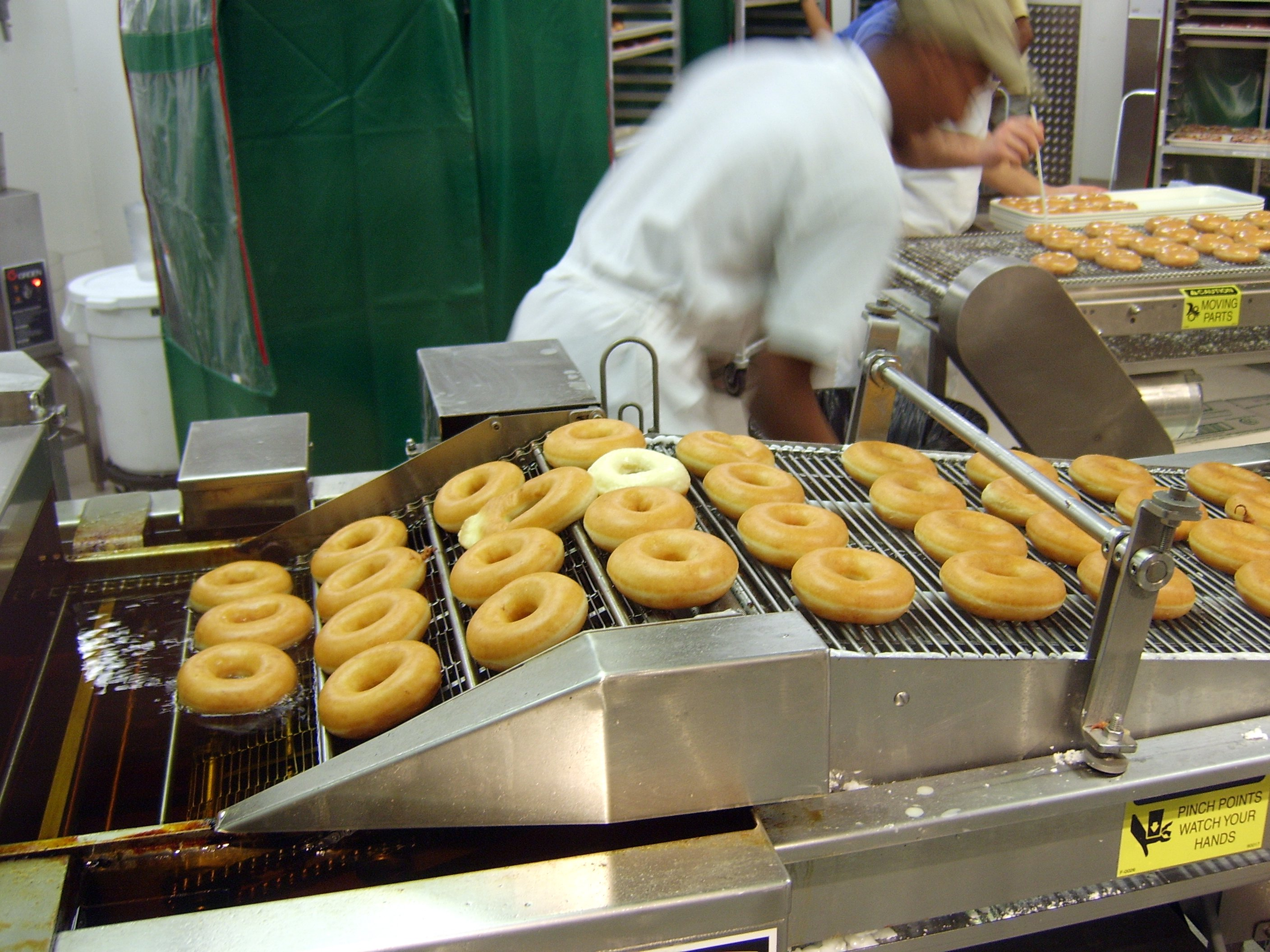
Productie van donuts

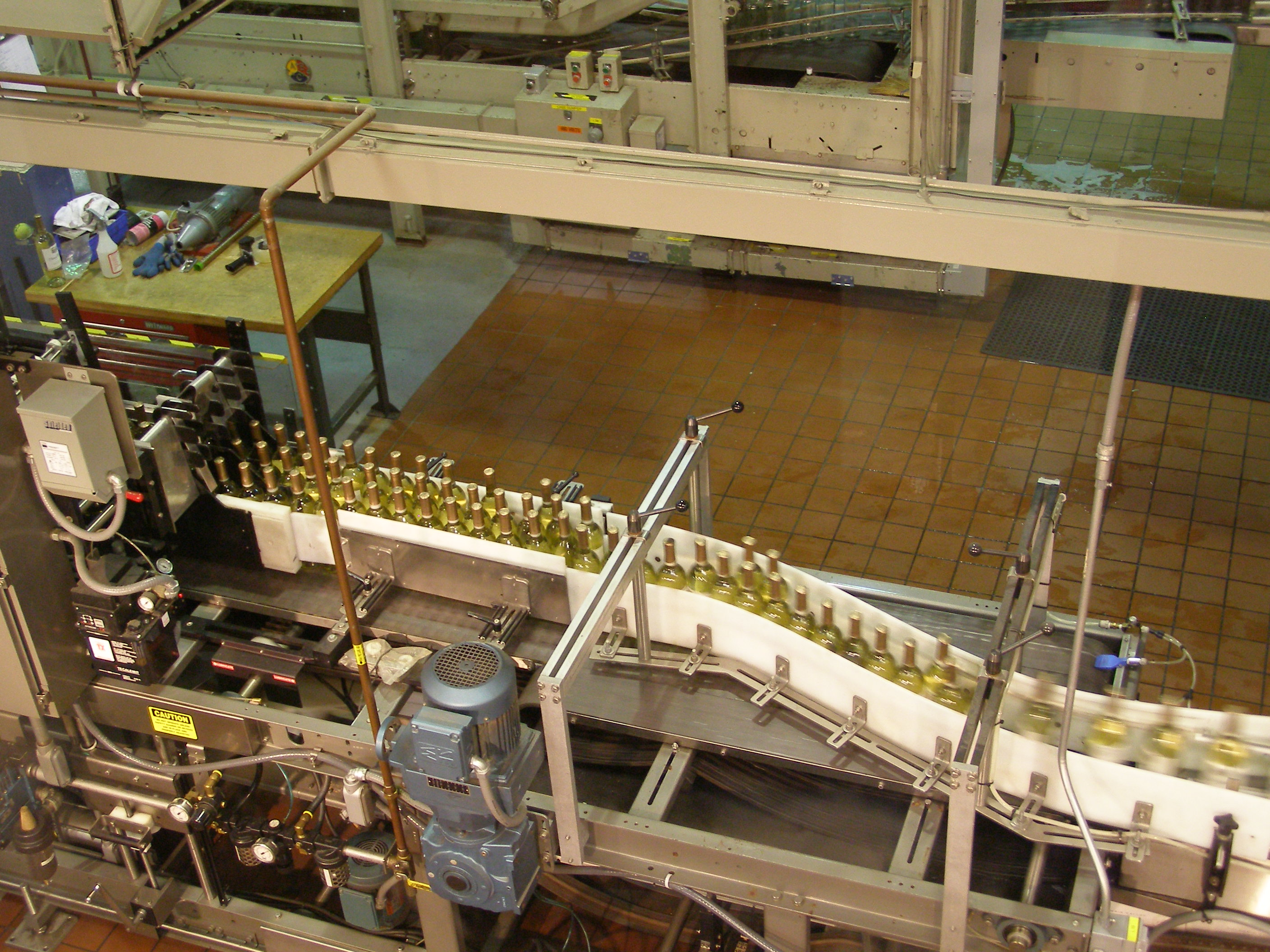
Bottelen van wijn

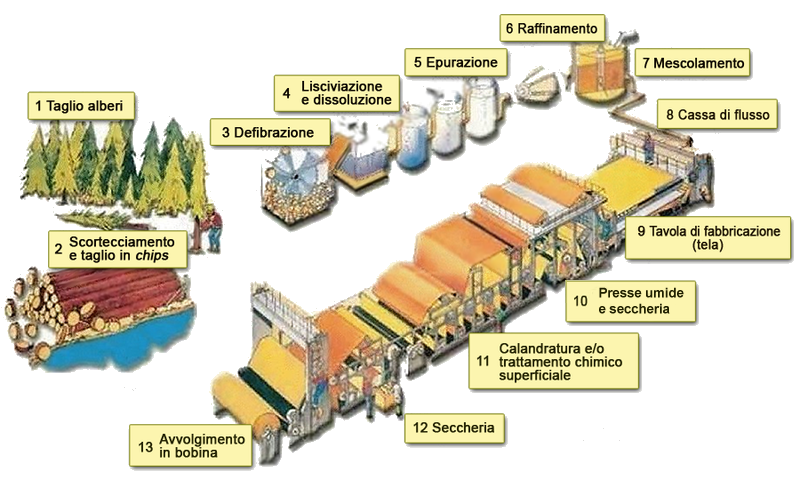
Massaproductie van papier

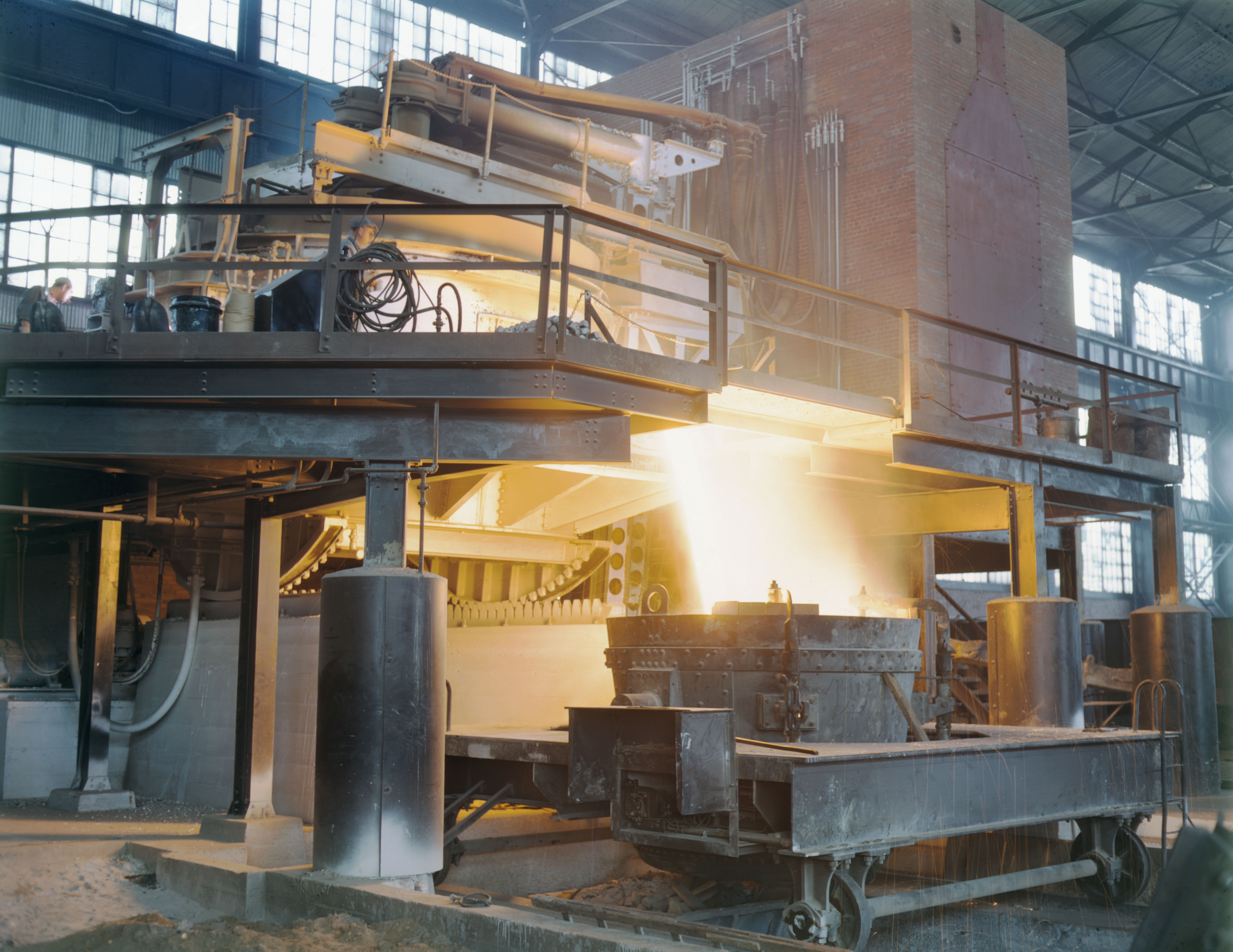
Staalproductie

Massaproductie is de productie van grote hoeveelheden standaardproducten, gepopulariseerd door Henry Fords Ford Model T begin de 20e eeuw. Massaproductie gebruikt vaak een lopende band en transportbanden om producten naar werknemers te verplaatsen, die gespecialiseerd zijn in het uitvoeren van één bepaalde taak in het productieproces. 

## Algemeen
Massaproductie is kapitaalintensief, omdat het relatief veel machines per werknemer vereist. Dat betekent ook, dat er een grote afzetmarkt moet zijn voor een product om massaproductie überhaupt lonend te maken en de grote investeringen in machinerie terug te verdienen. Hoewel de onderhoudskosten van machines hoog kunnen zijn, is de prijs per product van het productieproces relatief laag, omdat de machines een hoge productiviteit hebben en de arbeidskosten laag zijn. Het bedienen van de geavanceerde robots die tegenwoordig gebruikt worden bij massaproductie vereist wel een zekere scholing van de arbeiders.
Er is lange tijd debat geweest of massaproductie niet de werkloosheid vergroot doordat arbeiders door machines vervangen worden. Zie daarvoor verder automatisering.

## Principes van massaproductie[1]

### Arbeidsdeling
Arbeidsdeling heeft ertoe geleid dat elke persoon slechts een paar, specifieke taken in het gehele productieproces voltooit, die werden onderworpen aan strikte richtlijnen. Controle, bewaking en discipline werden nagestreefd. Dit resulteerde erin dat de efficiëntie en de productiviteit stegen, doordat de werknemer zich op zijn specifieke werk gespecialiseerd had. 
Met het beroemde voorbeeld van de productie van naalden heeft Adam Smith laten zien dat door gebruik te maken van arbeidsdeling veel grotere hoeveelheden geproduceerd kunnen worden, dan wanneer iedere werknemer alle stappen in het productieproces zelf uitvoert. Zelfs Frederick Winslow Taylor pleitte in zijn "Principles of Scientific Management" uit 1911 voor een hoge mate van arbeidsdeling. Uitvoerend werk diende volgens hem strikt gescheiden van planning en mentaal werk.
Nadelig aan het principe van de arbeidsverdeling was, dat de verantwoordelijkheid van de afzonderlijke werknemer zeer beperkt werd, daar zijn baan was gereduceerd tot enkele monotone taken. Dit had ook gevolgen voor de arbeidssatisfactie en motivatie onder het personeel. In de fabrieken van Ford werden hieromtrent aanzienlijke schommelingen geregistreerd.

### Standaardisatie
De productie van uitwisselbare onderdelen vereiste, dat onderdelen met de opgegeven toleranties geproduceerd dienden te worden. Onderdelen die niet aan de tolerantie voldeden, konden bij de productie niet meer gebruikt worden en werden als afval bestempeld. Te veel afval kon de algehele productiviteit van de fabriek aanzienlijk verminderen.
Om de hoeveelheid afval te verminderen en de productiviteit te verhogen, werden in de loop van de 19e eeuw met name in de wapenindustrie nieuwe technieken en procedures ontwikkeld om nauwkeurige productie te bewerkstelligen. Twee zaken stonden hierbij centraal: 
- Uitwisselbaarheid: Door het gebruik van uitwisselbare onderdelen werd het productieproces een stuk eenvoudiger. Achteraf konden reparaties ook in minder tijd worden uitgevoerd.
- Speciale machines: Om ten behoeve van de standaardisatie een zekere tolerantie om te verzekeren, waren er in de productie speciale machines benodigd. Deze apparaten werden in eerste instantie vooral in de eigen fabrieken gebouwd, en later in samenwerking met de machine-industrie als toeleverancier.

### Focus op productieprocessen

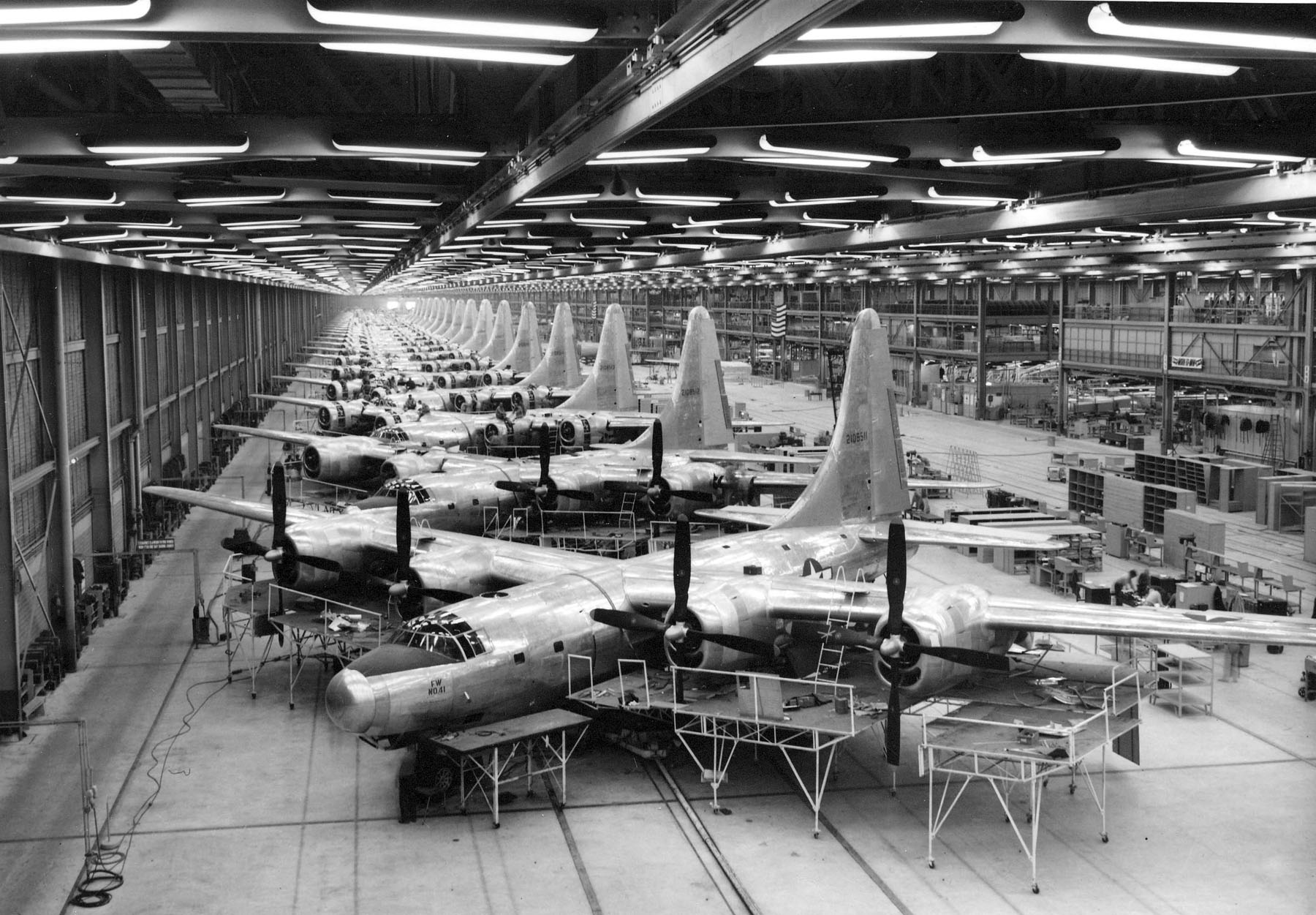
Productie van vliegtuigen, 1942

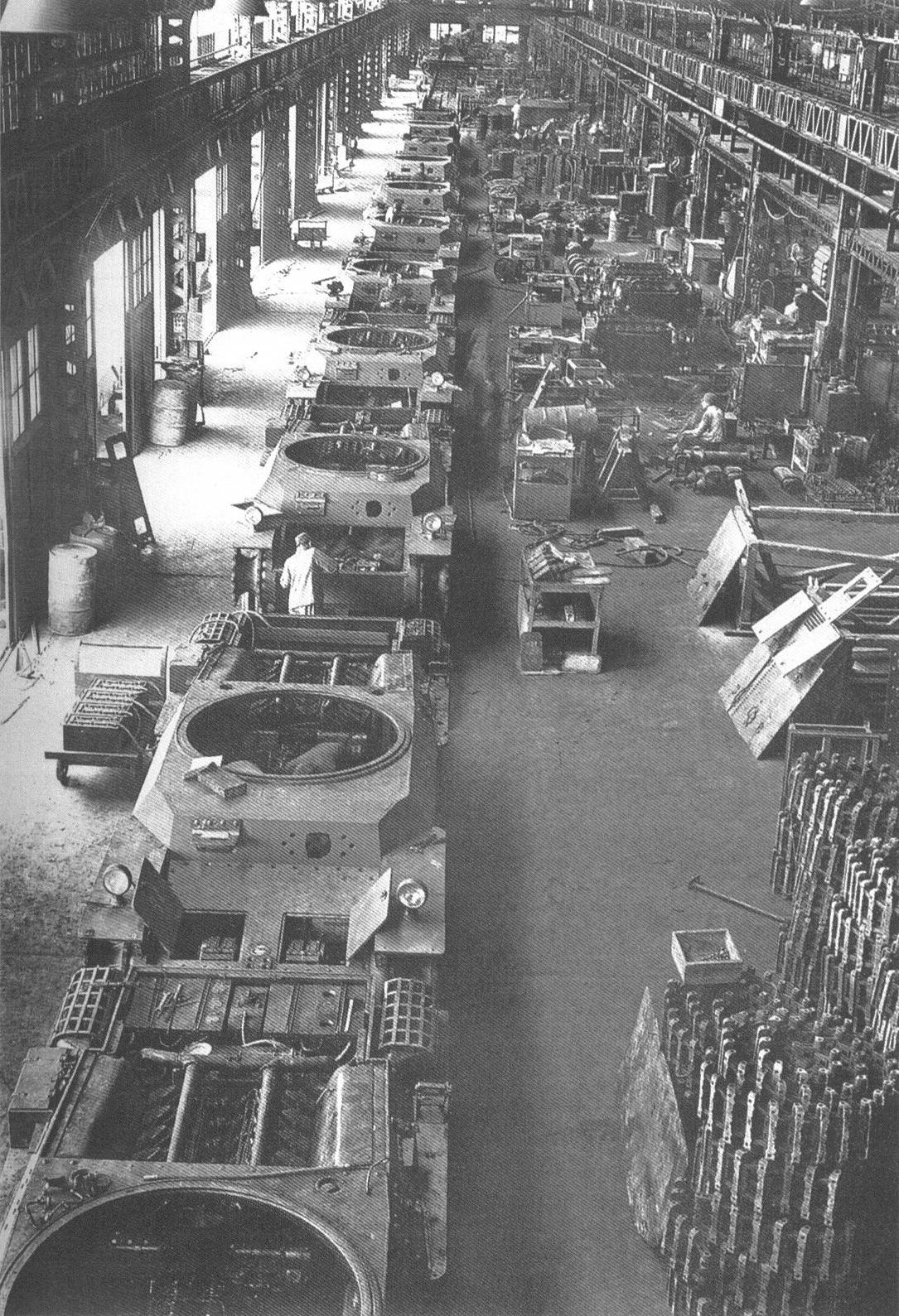
Productie van tanks, 1944

Om producten van dezelfde kwaliteit en met optimale materiaalgebruik te maken, werd het onderliggende productieproces nauwkeurig geanalyseerd, gepland en soms ook opnieuw ingericht. Dit resulteerde bijvoorbeeld in de productie met behulp van de lopende band, voor het eerst grootschalig begin 20e eeuw door Henry Ford werd gebruikt voor de productie van Model T.
De winstgevendheid van fabrieken werd in sterke mate bepaald door de organisatie van de productie, en voor veel bedrijven bleek dit toch nog de functionele organisatiestructuur te zijn.

### Hiërarchische organisatie met professionele managers
De behoefte aan controle en toezicht vereist hiërarchische structuren. In het kielzog van massaproductie ontstonden in de industrie grote en complexe ondernemingen, waarin de organisatie van de productie en het leidinggeven een knelpunt werd.
Frederick Winslow Taylor was een van de eersten die dit onderkende. Als oplossing voorzag hij een zogenaamde wetenschappelijk management, waarbij de organisatie werd gebaseerd op wetenschappelijke bevindingen. Deze theorie had oog voor precieze tijd en bewegingsstudies, waarmee de productiviteit op de werkvloer verhoogd kon worden.

### Productielijn
In navolging van het idee van massaproductie ontstond het zogenaamde stroomprincipe, dat stelde dat een product met zijn opeenvolgende bewerking als het ware door een fabriek stroomt. De optimale vorm van deze stroom werd gerealiseerd door de productielijn. 
In de productielijn werd met een uniform tempo gewerkt, waarbij de arbeidstijd per productie-eenheid aanzienlijk verminderd. Bij de ingebruikname van de lopende band bij Ford in 1913 verminderde de benodigde werktijd voor de vervaardiging van een auto voor 12 uur en 8 minuten tot 2 uur en 35 minuten. Het is door dergelijke voorbeelden, dat de innovatie van de lopende band synoniem is geworden met massaproductie.

### Lage kosten en prijzen
Om in massa te kunnen produceren en te verkopen, diende de verkoopprijs aan te sluiten bij de koopkracht van de consumenten. Om met de producten een groter publiek te bereiken moest daarom tegen lagere kosten geproduceerd worden. Dit kon bijvoorbeeld worden gerealiseerd door mensen op de werkvloer te vervangen door machines. 

### Schaalvoordelen
Met de productie van grotere hoeveelheden kunnen verschillende schaalvoordelen worden gerealiseerd, waaronder het goedkoper inkopen van grotere hoeveelheden. De vaste kosten zoals de aanloopkosten, de huur van een kantoor en de aanschaf van machines kunnen ook over meer producten worden verdeeld. 

### Verticale integratie
Aangezien aan het systeem van de massaproductie zeer hoge vaste kosten waren verbonden, was een constant verloop van de lopende band een zeer hoge prioriteit. Om dit te waarborgen werden afzonderlijke stappen in de productieketen van leveranciers tot de retailers onder één dak gebracht, zodat er zowel aan de aanbodzijde als aan de verkoopkant, geen knelpunten bleven bestaan.

## Publicaties
- Bernard C. Beaudreau (1996). Mass Production, the Stock Market Crash and the Great Depression. New York, Lincoln, Shanghi: Authors Choice Press.
- Tammo Jacob Bezemer (1948). De overgang van de Nederlandse industrie van stukfabricage op serie- en massaproductie. Nederlands Instituut voor Efficiency.
- David A. Hounshell (1984). From the American System to Mass Production, 1800-1932: The Development of Manufacturing Technology in the United States. Baltimore, Maryland, USA: Johns Hopkins University Press
- Ernst Hijmans (1936) De psychose van machinisme en massaproductie. 30 pag.
- Constant Lodewijk Marius Kerkhoven (1939). Het tempo van arbeidsverrichtingen in de massaproductie als functie van het aantal arbeidsuren, de lengte van den werkcyclus, en de samenstelling daarvan. Waltman
- Hartmut Storp (1982). Ablaufplanung und Kostenvergleichsrechnung für veränderte Arbeitsstrukturen der Massenproduktion. Husum
- Volker Wittke (1996). Wie entstand industrielle Massenproduktion. Berlin